# Louis-Jodel Chamblain
Louis-Jodel Chamblain (né en 1951) a été un sergent de l'armée haïtienne et un chef para-militaire rebelle. Il est considéré comme un criminel de guerre par les organisations internationales des Droits de l'homme. 
Chamblain fut l'un des chefs des Tontons macoutes sous le régime répressif de Jean-Claude Duvalier. Chamblain devint ensuite un sergent au sein de la junte militaire de transition qui succéda à la dictature de Jean-Claude Duvalier en 1986. 
En 1987, Chamblain aurait dirigé des escadrons de la mort, lors des élections prévues dans le cadre de la transition vers un régime civil. Les élections furent interrompues. En tout, 34 électeurs furent tués, et l'élection fut annulée. 
Après l'élection présidentielle, en décembre 1990, dans laquelle Jean-Bertrand Aristide fut élu, ce dernier fut renversé, un an plus tard en 1991, par un coup d'État militaire au cours duquel Chamblain participa. Immédiatement après ce coup d'État, la réputation de brutalité de Chamblain était grande, ainsi il aurait été responsable, à la tête de son groupe para-militaire d'extrême droite (Front pour l'avancement et le progrès d'Haïti (FRAPH)), de près de cinq mille meurtres de partisans d'Aristide.   
En 1994, avec la fin du régime militaire et la restauration d'Aristide (à la suite de l'intervention des États-Unis), Chamblain partit en exil en République dominicaine. Il fut condamné par contumace pour son implication dans le massacre de Raboteau et l'assassinat d'un homme d'affaires important et fidèle soutien du président Aristide, Antoine Izméry.
En février 2004, Chamblain revint d'exil, pour participer à une nouvelle rébellion contre le président Aristide et dirigée par Amiot Métayer puis après son assassinat, par son frère Buteur Métayer. Peu de temps après son retour, Chamblain s'empara de la ville de Hinche avec les forces rebelles de Guy Philippe. Aristide finit par être renversé par le coup d'État de 2004 à Haïti. 
Après le retour de Chamblain et l'effondrement du gouvernement d'Aristide en 2004, Amnesty International demanda aux casques bleus de l'ONU, de procéder à l'arrestation de Chamblain pour sa participation présumée à des crimes de guerre, notamment en 1987, 1991 et 1993-1994. En avril 2004, Chamblain se rendit aux autorités pour faire face à un nouveau procès. Il fut acquitté dans le cas de l'assassinat d'Izméry. L'ambassadeur américain à Port-au-Prince, James Foley a sévèrement condamné cette libération, la qualifiant de scandaleuse.
Malgré cet acquittement, il resta toujours détenu par les autorités judiciaires qui enquêtaient sur sa responsabilité dans l'incendie qui avait ravagé en partie la Cité Soleil, un bidonville à l'extérieur de la capitale de Port-au-Prince en 1993.  Il a finalement été libéré de prison en août 2005 en vertu d'un arrêt de la Cour d'Appel de Port-au-Prince. Le 16 août 2004, une organisation haïtienne de défense des droits de l’homme, la "Coalition nationale pour les droits des Haïtiens", s’était déclarée profondément "préoccupée" par un procès organisé "de manière incompréhensible, à la va-vite" et destiné, selon cette organisation, à trouver "un compromis politique entre le gouvernement provisoire et les anciens rebelles pour blanchir l’ex-numéro 2 du FRAPH".